# Громадянська війна у Великому князівстві Литовському (1696—1702)
Громадянська війна у Великому князівстві Литовському 1696—1702 років (також відома під терміном «Домашня війна») розгорілася під час безкоролів'я після смерті Яна ІІІ Собеського. Протиборчими сторонами виступили надмірно посилені Сапеги та антисапезька коаліція «республіканців» на чолі з Радзивілами, Вишневецькими, Пацами і Огінськими.

## Передісторія
У 1682—1697 роках шляхетський рід Сапег здобув найбільший вплив у ВКЛ; в ці роки великим гетьманом був Казимир Ян Сапега, а підскарбієм — його брат Бенедикт Павло Сапега. До кінця правління короля Яна III Собеського сформувалася коаліція проти Сапег (так звані «республіканці»).
Важливе значення в ослабленні влади Сапег мав конфлікт Казимира Яна Сапеги і єпископа віленського Костянтина Казимира Бжостовського, у результаті чого в 1694 р. Казимира Яна Сапегу відлучили від Церкви.
У період «безкоролів'я» (після смерті Яна Собеського; 1696—1697 рр.) антисапегівська конфедерація висунула своїх військових керівників: великого хорунжого Григорія Огінського, берестейського підкоморія Людвіка Поцея і вітебського каштеляна Михайла Коцела. Політичною програмою супротивників Сапегів стала вимога зрівняти права шляхти ВКЛ і шляхти Польщі, що передбачало обмеження влади гетьмана, підскарбія та інших урядників ВКЛ. Відповідну постанову прийняв Сейм 25 червня 1697 року обравши нового короля Речі Посполитої Августа II.

## Події 1697—1698
Вибори нового короля після смерті Яна Собеського розкололи великолитовську шляхту: Сапеги стали на бік французького принца Франсуа Луї де Конті, їх противники підтримали саксонського курфюрста Фрідріха Августа, незабаром обраного королем під ім'ям Августа II.
Новий король Август II доручив Г. Огінському позбавити Сапег реальної влади над військами ВКЛ і звернувся по військову допомогу до Росії. Визнання Сапегами нового короля зняло загрозу російського військового вторгнення. Формально для Августа II Сапеги перестали бути ворогами, проте «республіканці», заохочувані Августом II, продовжили боротьбу. У 1698 р. Август II затвердив Г. Огінського старостою жмудським.
Основні військові дії відбувалися на той час саме в Жмуді і навколо неї: 29 березня 1698 р. відбулася збройна сутичка поблизу м. Ковно, 28 квітня 1698 р. поблизу Жижмори, 22 липня 1698 р. — Юрборок. Цей етап протистояння завершився 21 грудня 1698 р. підписанням договору під Пузевичамі. Гетьман Казимир Ян Сапега визнав рівні права шляхти, за цією угодою армія ВКЛ скорочувалася наполовину.
У 1699 р. у ВКЛ почало складатися двовладдя. Г. Огінський оголошений генеральним регіментарієм армії, М. Коцел — генеральним полковником ВКЛ, з точки зору «республіканців» — вищою посадовою особою ВКЛ. Ця посада не була передбачена правом, але була ліквідована лише в 1717 році.

## Кампанія 1700
У 1700 році Сапеги, використовуючи необхідність забезпечити Августа II допоміжним корпусом у війні зі Швецією, спробував повернути свій політичний вплив.
У відповідь «республіканці» скликали «Посполите рушення» (ополчення).
У битві біля Олькеників 18 листопада 1700 року чисельно перевершуюче військо «республіканців» під командуванням М. С. Вишневецького та Г. А. Огінського завдало рішучої поразки армії Сапегів. 24 листопада 1700 р. в Олькениках була встановлена перемога «республіканців»; генеральним полковником ВКЛ став Михайло Сервецій Вишневецький, Сапеги були позбавлені посад і маєтків.

## Останні події 1701—1702
Основою опору в 1701—1702 роках стали колишні володіння Сапегів: Черею і Дубровно противники Сапегів захопили в 1701 р.. А 1702 рік відзначився тривалою облогою Бихова (29 серпня-10 жовтня), яка завершилася почесною здачею гарнізону.
Зруйнований був також Ружанський палац.

## Наслідки
6 березня 1703 р. Сапеги стали на бік шведського короля Карла XII; подальші дії стали частиною Північної війни, де Сапеги билися на стороні шведів (біля Якобштадту і під Шкудами в 1704 р., при Каліші в 1706 р.) і сприяли скиненню Августа II з трону Речі Посполитої в 1706 році.
Важливим епізодом кампанії 1707 р. облога Бихова російськими військами.
У 1710 р. Сапеги домоглися часткового повернення маєтків й іншого майна, проте колишній їх вплив було втрачено.
Головним підсумком «Домашньої війни» у ВКЛ стала ліквідація гегемонії одного магнатського роду, характерної для другої половини XVII століття.

## Битви
- 1698 р. — битва біля Ковно, битва біля Жижмори, битва біля Юрборка
- 1700 р. — битва біля Олькеник (сучасне м. Валькінінкай[ru])
- 1702 р. — облога Бихова